# Ouaergla
Pour les articles homonymes, voir Ouargla (homonymie).
Ouergla ou Ouargla est une  tribu berbère zénète vivant en Algérie.
La ville algérienne Ouargla porte le nom de cette tribu.

## Étymologie
Le poète Corripus les nomme UrciLiana manus.

## Histoire
Les At Ouaergla peuple zenatien descendent de Ferîni fils de Djana et sont frères des Izmerten des Mendjésa des Seber et des Nomaleta De toutes ces tribus celle des Ouargla est maintenant la mieux connue ils n'étaient qu'une faible peuplade habitant la contrée au Midi du Zab quand ils fondèrent la ville qui porte encore leur nom et qui est située à huit journées au Sud de Biskra en tirant vers l'Ouest Elle se composa d'abord de quelques bourgades voisines les unes des autres mais sa population ayant augmenté ces villages finirent par se réunir et former une ville considérable Les Beni Ouargla avaient alors parmi eux une fraction d'une tribu maghraouienne les Beni Zendak.
Les Ouargla Corippus est le premier qui les nomme pour nous montrer une de leurs hordes (Urceliana manus) infidèles aux Romains, se joignant aux autres indigènes et combattant près de la côte les troupes du général Byzantin Jean Troglita au VIe siècle. 

## .Référence
1. ↑  Revue africaine. Par Société historique algérienne. Publié par La Société, 1866